# Verordnung über die Regelung der kolonialen Angelegenheiten
Die Verordnung über die Regelung der kolonialen Angelegenheiten vom 21. März 1924 (RGBl. I S. 371) war eine Verordnung des Reichspräsidenten und der Reichsregierung, mit der kolonialrechtliche Zuständigkeiten neu festgelegt wurden.
Der Verlust der deutschen Schutzgebiete durch den Versailler Vertrag und die sich daraus ergebende Hinfälligkeit der Kolonialverwaltungen machten eine verwaltungsmäßige Neuordnung erforderlich. Nicht wenige Rechtsverhältnisse, die während der Kolonialzeit entstanden waren, blieben weiterhin bestehen – nicht allein solche von weitergeführten Kolonialgesellschaften auf Grundlage des Schutzgebietsgesetzes. Außerdem waren die von 1919 bis 1920 vom Reichskolonialministerium, der Nachfolgebehörde des Reichskolonialamtes, wahrgenommenen Abwicklungsgeschäfte im Zusammenhang mit den ehemaligen Schutzgebieten noch nicht abgeschlossen. In diesem Sinne wurde „die Wahrnehmung der kolonialen Angelegenheiten unter Abtrennung vom Reichsministerium  für Wiederaufbau dem Reichsminister des Auswärtigen mit der Maßgabe übertragen, dass die noch zu erledigenden Abwicklungsgeschäfte auf den Reichsminister der Finanzen und die Versorgungsangelegenheiten auf den Reichsarbeitsminister“ übergingen. Die Verteilung und Überleitung der Geschäfte im Einzelnen regelten die beteiligten Reichsminister.
Anders als das eigentlich höherrangige Schutzgebietsgesetz wurde die Verordnung über die Regelung der kolonialen Angelegenheiten zwar nicht explizit in das bereinigte bundesdeutsche Recht eingegliedert, seine Vorschriften blieben aber auf Basis von Art. 123 Abs. 1 GG grundsätzlich gültig. Beide Rechtssätze wurden erst zum 1. Januar 1977 mit dem Gesetz über die Auflösung, Abwicklung und Löschung von Kolonialgesellschaften vom 20. August 1975 (BGBl. I S. 866, 885) aufgehoben.